# Moschus-Schafgarbe
Die Moschus-Schafgarbe (Achillea moschata Wulfen, Syn.:  Achillea erba-rotta ssp. moschata (Wulfen) Vacc.) gehört zur Gattung der Schafgarben (Achillea) in der Familie der Korbblütler (Asteraceae).

## Beschreibung
Die Moschus-Schafgarbe ist eine stark aromatisch duftende, mehrjährige krautige Pflanze und erreicht Wuchshöhen von 5 bis 20 Zentimetern.
Die grünen Blätter sind drüsig punktiert. Die unteren gestielt, die oberen sitzend. Ihre Form ist fiederteilig mit kammförmig angeordneten, linealischen Fieder, die ganzrandig oder zwei- oder dreispaltig sind.
In lang gestielten dichten Doldentraube stehen die Blütenköpfchen, die bis zu 15 mm breit sind. Die Hüllblätter sind gekielt, grün und dunkelbraun gerandet. Die Zungenblüten sind weiß und die Röhrenblüten sind blassgelb.
Die Blütezeit ist Juli bis August.
Die Chromosomenzahl beträgt 2n = 18.

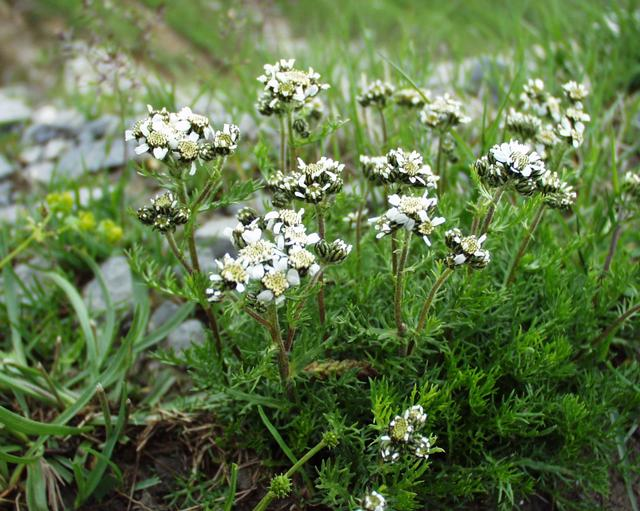
Moschus-Schafgarbe (Achillea moschata)

## Vorkommen und Standort
Die Moschus-Schafgarbe ist in den Ostalpen verbreitet, wobei das Gebiet von Savoyen bis in die  Steiermark reicht. In Österreich in den Zentralalpen häufig, in den Kalkalpen selten. Es kommt in der Steiermark, Oberkärnten, Salzburg, Tirol und Vorarlberg vor. In den Allgäuer Alpen wurde sie im Vorarlberger Teil von Walter Gutermann 1964 am Elferkopf auf Hornstein nahe dem Gipfel bis 2300 Metern Meereshöhe entdeckt. Später entdeckten sie Erhard Dörr und Kriemhild Dörr 1978 am Ostgrat der Rothornspitze in Tirol zwischen 2100 und 2300 Metern Meereshöhe.
Als Standort werden sickerfrische, kalkarme, bewegte oder ruhende, lehmige Steinschuttböden bevorzugt. Die Art ist eine Charakterart des Verbands Androsacion alpinae, kommt aber auch in Initialstadien des Nardion oder Caricion curvulae vor. Die Art ist in Höhen von 1500 bis 3400 m Höhe über dem Meeresspiegel anzutreffen.
Sie bildet mit der Schwarzrandigen Schafgarbe (Achillea atrata) auf kalkhaltigen Böden ein vikariierendes Artenpaar.

## Ökologie
Die Art ist eine Pionierpflanze; sie ist ein Schuttkriecher und Schuttfestiger. Sie ist ein Wintersteher. Es kommt Insekten- und Selbstbestäubung vor.

## Inhaltsstoffe
Die Pflanze enthält Bitterstoffe wie Ivain, Moschatin, Achillein, Harzsäure und das stark aromatische, pfefferminzähnliche Ivaöl.

## Sonstiges
Drogen dieser Art werden in der Volksheilkunde bei Appetitlosigkeit, Erkrankungen von Magen, Darm und Leber, bei Nervenschwäche und äußerlich als Wundmittel verwendet. „Iva“, der romanische Volksname dieser Pflanzenart, leitet sich vom lat. abigere = abtreiben her und deutet auf eine Verwendung als Abortivum. In der Schweiz wird daraus seit mehr als 100 Jahren ein Alpen-Kräuterlikör, der sogenannte „Iva-Bitter“ hergestellt. Weitere Volksnamen sind Jochkamille und Frauenraute.
Darüber hinaus bestehen bzw. bestanden auch die häufig nur regional gebräuchlichen Bezeichnungen Bisamschafgarbe (Wallis), Gabüse (Berner Oberland), Genepi, Genipi, Iva, Flur d'iva oder Plaunta d'iva (Graubünden), Sandkraut (Graubünden), Wildfräuleinkraut (Blätter: Wildfräuli-Chrut, wilde Fräulein = Berggeister; Blüten: Wildmännli-Chrut) (Graubünden), Almkamille oder Jochgramille (Tirol) und Goldenes oder Weißes Wildnisskraut (Kärnten).

In Bosnien-Herzegovina trifft sich die Bevölkerung am katholischen Gedenktag Enthauptung des heiligen Johannes des Täufers, dem 29. August, um das heilwirksame Gras an den Hängen des Berges Gostilij im Ozrengebirge zu sammeln. Anschließend findet auf dem Gipfel ein Trachtenfest mit Gesang und Tanz statt, bei dem die Ernte gesegnet wird.
2018 wurde  Die Ernte von Iva-Gras auf dem Berg Ozren von der UNESCO in die  Repräsentative Liste des immateriellen Kulturerbes der Menschheit aufgenommen.